# 長野南バイパス

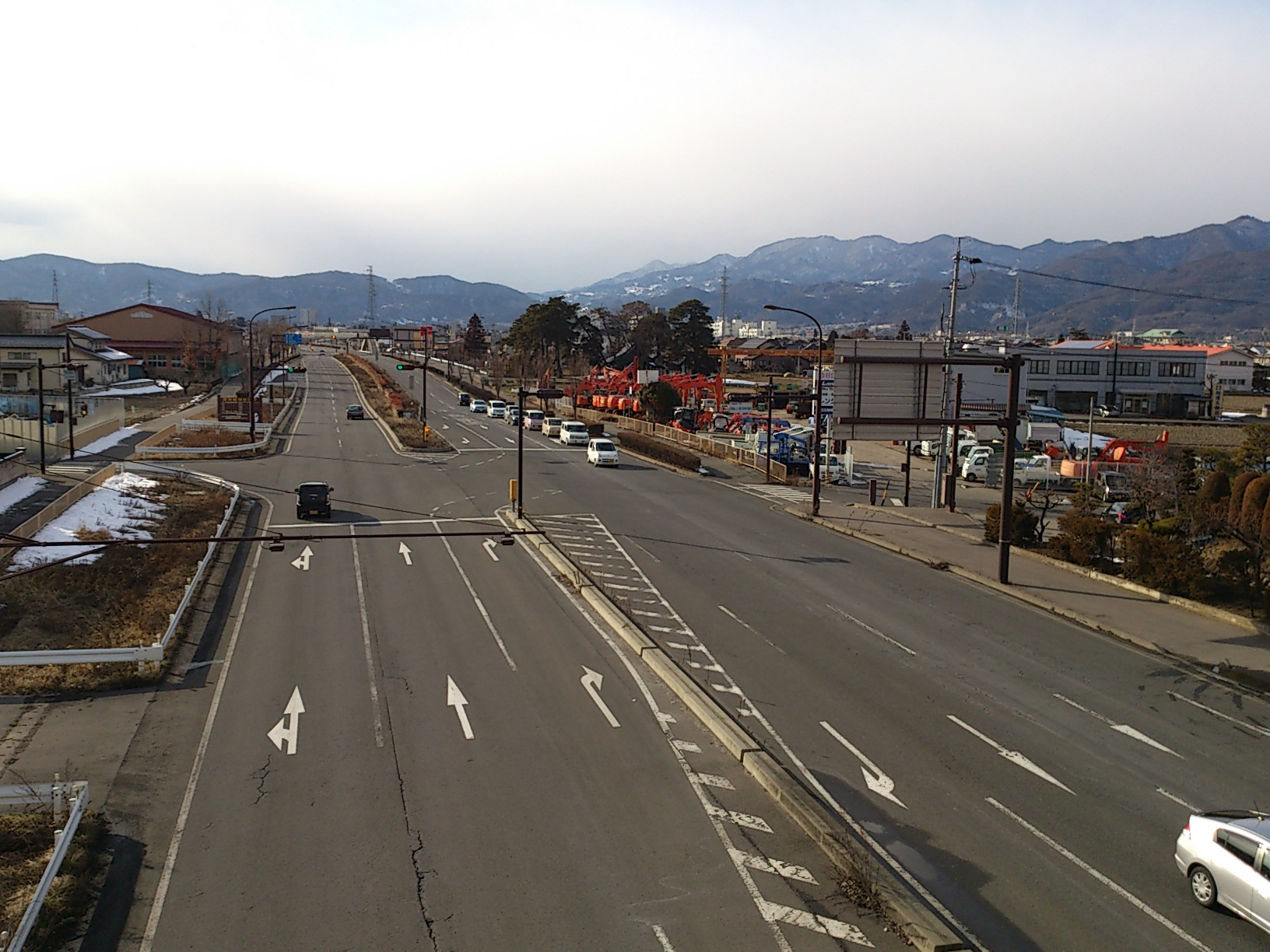
終点の大塚南交差点付近

長野南バイパス（ながのみなみバイパス）は、国道19号の長野市街区間（県庁通り・昭和通り）における混雑を解消するために整備されたバイパスである。長野オリンピック直前に、オリンピック会場を結ぶ白馬長野ルートの一部として急ピッチで建設された。地域高規格道路長野環状道路の南区間の一部もなす。
長野市小松原西（小松原トンネル西交差点）で分岐すると、小松原トンネルを抜けて長野市南部を通る。この先国道19号本線とは合流せず、国道18号篠ノ井バイパスと大塚南交差点で合流して終点となる。

## 概要

### 路線データ
- 起点 - 長野県長野市篠ノ井小松原（小松原トンネル西交差点）
- 終点 - 長野県長野市青木島町大塚（大塚南交差点）
- 全長 - 6.9 km
- 幅員 - 16 m / 29 m / 30 m
- 道路規格 - 第3種第2級・第3種第1級
- 車線数 - 4車線（小松原トンネル本線と前後1.7 kmのみ2車線）
- 設計速度 - 60 km/h・80 km/h

## 歴史
- 1990年（平成2年）3月8日 - 都市計画決定。
- 1994年（平成6年）1月 - 小松原トンネル等建設開始。
- 1996年（平成8年）4月 - 小松原トンネル貫通。
- 1997年（平成9年）3月18日 - 小松原 - 川中島（L=3.9 km）暫定2車線開通。
- 1997年（平成9年）12月20日 - 全線暫定2車線開通[1]。
- 1999年（平成11年） - 稲里西交差点立体工事開始。
- 2000年（平成12年） - 稲里 - 大塚南交差点（L=3.0 km）4車線化工事開始。
- 2001年（平成13年） - 稲里 - 大塚南交差点（L=3.0 km）4車線供用開始。
- 2002年（平成14年）7月30日 - 稲里立体交差供用開始。

## 地理

### 通過する自治体
- 長野県
  - 長野市

### 交差する道路
- 小松原トンネル西交差点（長野市篠ノ井小松原＝起点）
  - 国道19号（本線）
- 小松原トンネル東交差点（長野市篠ノ井小松原）
  - 長野県道383号犀口下居返線
- 稲里西交差点（長野市稲里町中央三丁目）
  - 長野県道77号長野上田線（旧国道18号）
- 下氷鉋・塔之腰交差点（長野市稲里町下氷鉋）
  - 長野県道35号長野真田線（小島田バイパス）
- 大塚南交差点（長野市青木島町大塚＝終点）
  - 国道18号（篠ノ井バイパス）

↓ 長野県道372号三才大豆島中御所線支線（五輪大橋有料道路方面）